# نفحات نفت
نفحات نفت؛ جستاری در فرهنگ نفتی و مدیریت نفتی (نفحات نفت به معنی «بوهای خوش نفت») مقالهٔ بلندی است به قلم رضا امیرخانی در نقد مدیریت و فرهنگ نفتی. این کتاب که مدت‌ها در گیرودار دریافت مجوز از ممیزی وزارت ارشاد بود، نهایتا در بیست و سومین نمایشگاه کتاب تهران توسط نشر افق عرضه شد.

## بازتاب‌ها
به گفته رسانه‌ها تا کنون هیچ‌یک از مدیران، حتی آن دسته که تا پیش از اینها امیرخانی را از برکات انقلاب می‌دانستند و به هم‌نشینی او افتخار می‌کردند روی خوشی به کتاب سرتاسر انتقاد امیرخانی نشان نداده‌اند و در مقابل آن سکوت پیشه کرده‌اند. آنچنان‌که نمی‌توانند درک کنند که نویسنده داستان سیستان چگونه سر از اینجا در آورده.

## انتقادات
روزنامه خراسان سطح تحلیل‌های کتاب را عامه‌پسندانه می‌داند و نبود نکات جدید در آن را از ایرادات کتاب می‌شمرد. همچنین مربوط دانستن همه مشکلات مملکت به نفت را درست نمی‌داند.
همشهری آیه در مصاحبه‌ای با نویسنده، کتاب را از نظر اقتصادی «راست» و طرفدار اقتصاد باز و لیبرال به حساب می‌آورد. امیرخانی جواب این گفته را اینگونه بیان کرد:
الان داریم از این طرف بام می‌افتیم. می‌خواهم بگویم اگر روزی اقتصاد ما به سوی اقتصاد باز و لیبرال جهانی رفت، آن‌وقت فرصت نقد اقتصاد راست هم هست.

## بخش‌ها
- «مقدمه»
- «درآمد»
- «قانان» (تغییر یافته کلمه قانون)
- «بی‌کارآفرین»
- «منطق آزاد!»
- «نه عامه پسند، نه خاصه پسند؛ فقط داستان مسوول پسند»
- «کدام استقلال، کدام پیروزی»
- «صنعت دولتی شدن نفت»
- «حزب در پیت»
- «ریاست نفتی»
- «آنچه خوبان همه دارند، ما هم داریم!»
- «جمهوری اسلامی پاکستان»
- «اقتصاد مورد نظر در دسترس نیست»
- «افق»
- «توسعه چینی و هندی و ژاپنی و مالزیایی و...»
- «زمین صاف، زمین گرد، زمین مشبک»
- «مسؤول سه‌لتی مقصر نیست»

## برخی جملات و دیدگاه‌ها
- رضا امیرخانی در آغاز فصل منطق آزاد، علت فرارِ سرمایهٔ ایرانیان به خارج از کشور برای سرمایه‌گذاری را طی سال‌های دههٔ ۸۰ میلادی، سیاست‌های اقتصادی دولت‌محور و انحصارگرایی دولتی می‌داند و سپس می‌نویسد: «... [این سیاست‌ها] به هیچ عنوان از اقتضائات جنگ نیز نبود و بیشتر برمی‌گشت به سیاست‌های غلطِ دولتِ وقت.» پس از این نقد به سیاست‌های اقتصادی دولتی در آن زمان، امیرخانی دربارهٔ عدم ضرورت چنین سیاست‌هایی که با جنگ توجیه می‌شوند، می‌نویسد: «... در اوج جنگ کم از دو هفتمِ بودجهٔ مملکت خرجِ آتشِ جنگ می‌شد.»
- «نفت همان دولت است و دولت همان نفت. شنیده‌ام که ستارهٔ دریایی اگر بازوش زیر سنگ گیر بیافتد، از خیر بازو می‌گذرد و آن را قطع می‌کند. اما این مال وقتی است که ستاره بیم داشته باشد از خطر... دولت تا نفت دارد، خطری تهدیدش نمی‌کند! و این‌گونه، اقتصاد دولتی و مدیر سه‌لتی ساخته می‌شود.»
- امیرخانی در پایان کتاب، چنین می‌نویسد:

«خانواده‌ای هست مفلوک. کار پدر بدانجا کشیده است که مجبور است طلای مادر بفروشد تا نان سفرهٔ فرزندان فراهم آورد و البته بیش از آن را نیز خرج خود کند.... به پدر چه خواهید گفت؟ بیکار؟ مفلس؟ معتاد؟ هر چه خواستید بگویید اما بدانید از چنین مردی بایستی ناامید بود. اگر کسی به فکر نجات چنین خانواده‌ای باشد، تنها به فرزندان جوان امید خواهد بست...»
«مادر یعنی وطن. طلا یعنی نفت. پدر یعنی دولت... این ملک پدرانی داشته است که برای حکومت، نه طلای مادر که خود مادر را نیز فروخته‌اند! در چنین خانواده‌ای تنها مایهٔ نجات، همت فرزندان است... از پدر کاری بر نمی‌آید.»